# Star Trek IV: The Voyage Home
Star Trek IV: The Voyage Home (Brasil: Jornada nas Estrelas IV: A Volta para Casa / Portugal: Star Trek IV: Regresso à Terra) é um filme norte-americano de ficção científica lançado em 1986 dirigido por Leonard Nimoy e escrito por Steve Meerson, Peter Krikes, Nicholas Meyer e Harve Bennett, baseados na história original de Nimoy e Bennett. É o quarto longa-metragem da franquia Star Trek e é estrelado por todo o elenco original da série de televisão da década de 1960. Na história, a tripulação da USS Enterprise se prepara para voltar até a Terra a fim de enfrentarem julgamento por suas ações no filme anterior, porém uma misteriosa sonda alienígena ameaça o planeta ao tentar entrar em contato com as extintas baleias-jubarte. A tripulação então viaja para o passado tentando encontrar baleias que possam responder ao chamado.
Nimoy recebeu a oferta de dirigir o quarto filme da série após seu trabalho em The Search for Spock, recebendo uma liberdade muito maior sobre o conteúdo da história. Nimoy e o produtor Harve Bennett conceberam uma enredo com uma mensagem ambientalista e sem um vilão definido. A Paramount ficou insatisfeita com o primeiro rascunho de roteiro escrito por Meerson e Krikes, assim contratando Meyer para trabalhar no projeto. Este e Bennett dividiram a história entre si e escreveram partes diferentes do roteiro, que precisou da aprovação de Nimoy, do ator William Shatner e do estúdio.
Diferentemente dos três filmes anteriores, The Voyage Home foi filmado extensivamente em locações; muitos edifícios e locais reais foram usados como cenários para as cenas que se passam ao redor e dentro da cidade de São Francisco na Califórnia. A companhia de efeitos Industrial Light & Magic (ILM) trabalhou na pós-produção criando as miniaturas de naves e os vários planos de efeitos visuais do filme. Poucas das baleias que aparecem no longa eram reais; a ILM construiu animatrônicos em tamanho real e também pequenos modelos motorizados para atuarem como os animais em ambientes controlados.
The Voyage Home estreou em 26 de novembro de 1986 na América do Norte, tornando-se o filme de maior bilheteria em seu primeiro fim de semana. A recepção foi bem positiva, com seu humor e história não convencional tendo sido muito elogiados pelos críticos especializados, fãs da franquia e espectadores novatos. Ele também foi um grande sucesso financeiro, arrecadando 133 milhões de dólares mundialmente de seu orçamento de 21 milhões. O filme foi indicado a vários prêmios, incluindo quatro Oscars.

## Enredo
Em 2286, uma enorme sonda cilíndrica viaja pelo espaço enviando um sinal indecifrável e desabilitando a energia de todas as naves estelares que se aproximam. O objeto extraterrestre assume órbita ao redor da Terra, cortando o fornecimento global de energia e gerando tempestades planetárias catastróficas que criam enormes nuvens que bloqueiam a luz do Sol. O Comando da Frota Estelar envia um pedido de socorro e avisa para que todas as naves não se aproximem da Terra.
Os antigos oficiais da USS Enterprise estão vivendo em exílio no planeta Vulcano, após terem contrariado ordens e resgatado Spock do planeta Gênesis. O vulcano ainda se recupera de sua ressurreição e a tripulação, exceto Saavik, utiliza uma Ave de Rapina Klingon capturada para retornar à Terra, onde um julgamento lhes espera. Os tripulantes ouvem os avisos da Frota Estelar e conseguem determinar que o sinal da sonda coincide com o som das extintas baleias-jubarte e que o objeto continuará a causar caos e destruição até seu chamado ser finalmente respondido. A tripulação viaja de volta no tempo, através de uma manobra ao redor do Sol, com o objetivo de capturar baleias para que consigam responder aos alienígenas em seu retorno.
Eles chegam no ano de 1986 e descobrem que a energia da Ave de Rapina foi praticamente drenada. Os tripulantes conseguem esconder a nave no Parque Golden Gate de São Francisco usando seu dispositivo de camuflagem, dividindo-se a fim de completarem diversas tarefas: James T. Kirk e Spock tentam localizar baleias-jubarte, enquanto Montgomery Scott, Leonard McCoy e Hikaru Sulu constroem um tanque que possa acomodar as baleias durante a viagem de volta ao século XXIII. Uhura e Pavel Chekov são encarregados de encontrar um reator nuclear, cujo vazamento de energia permitirá a restauração do poder da nave.
Kirk e Spock encontram um casal de baleias-jubarte aos cuidados da doutora Gillian Taylor em um aquário de Sausalito, descobrindo que os animais em breve serão libertados no oceano. Kirk revela sua origem e missão para Taylor e pede pela frequência de rastreamento das baleias, porém ela se recusa a cooperar. Ao mesmo tempo, Scott, McCoy e Sulu trocam a fórmula do alumínio transparente pelos materiais necessários para a construção do tanque. Uhura e Chekov localizam um navio nuclear, o porta-aviões USS Enterprise. Eles conseguem coletar a energia necessária, porém são descobertos pela tripulação. A falta de energia na Ave de Rapina permite que apenas Uhura seja teletransportada de volta, enquanto Chekov é capturado e seriamente ferido durante a tentativa de fuga.
Taylor descobre que as baleias foram libertadas antes do esperado e vai até Kirk solicitar ajuda. A doutora, Kirk e McCoy resgatam Chekov e voltam para a Ave de Rapina. A tripulação resgata os animais de um navio baleeiro e retorna para o futuro levando Taylor junto. A nave perde a energia ao aproximar-se da Terra e cai na Baía de São Francisco. As baleias são libertadas e respondem ao chamado da sonda, que reverte seus efeitos na Terra e retorna para o espaço. Todas as acusações contra a tripulação da Enterprise são retiradas, com exceção de Kirk por insubordinação, que acaba rebaixado de almirante a capitão por desobedecer ordens de um oficial superior e recebe o comando de uma nave estelar. A tripulação parte em uma nova missão a bordo da recém construída USS Enterprise-A.

## Elenco

A tripulação da Enterprise. Da esquerda para direita: Spock, McCoy, Sulu, Uhura, Scott, Chekov e Kirk.

- William Shatner como James T. Kirk, um almirante da Frota Estelar. Shatner não estava disposto a voltar ao papel de Kirk até receber um salário de dois milhões de dólares e a promessa de que dirigiria o filme seguinte.[2] O ator descreveu a qualidade cômica de The Voyage Home como uma "que beira o irreverente mas não é; como se os personagens estivessem se divertindo muito sobre eles mesmos dentro da ação, uma alegria de viver [e] você a interpreta com a mesma realidade que faria em um drama pia de cozinha escrito para a vida de hoje".[3]
- Leonard Nimoy como Spock, o antigo oficial de ciências da USS Enterprise que foi ressuscitado pelos poderes do dispositivo de terraformação Gênesis e teve seu "espírito" restaurado ao seu corpo no filme anterior.[4]
- DeForest Kelley como Leonard McCoy, o antigo oficial médico chefe da Enterprise. McCoy recebeu muitas das falas cômicas do filme. Terry Lee Rioux, o biógrafo oficial de Kelley, relatou que em The Voyage Home "ele parecia estar interpretando exatamente si mesmo".[5]
- James Doohan como Montgomery Scott, antigo engenheiro chefe da Enterprise. Scott e McCoy fizeram um par na Terra pois o produtor e roteirista Harve Bennett acreditava que Kelley funcionava bem com o "velho humor vaudevile" de Doohan.[5]
- George Takei como Hikaru Sulu, o antigo piloto da Enterprise e cuja cidade natal é San Francisco.[4]
- Walter Koenig como Pavel Chekov, o antigo navegador da Enterprise. Koenig comentou que Chekov foi um "prazer" de seu interpretar neste filme porque o ator julgava trabalhar melhor em situações cômicas.[6]
- Nichelle Nichols como Uhura, a antiga oficial de comunicações da Enterprise.[4]
- Catherine Hicks como Dra. Gillian Taylor, uma bióloga do século XX. Circulou um rumor durante a produção de que a personagem tinha sido criada porque Shatner exigiu um interesse amoroso, um aspecto regular da série de televisão que esteve ausente dos três primeiros filmes. O roteirista Nicholas Meyer negou, afirmando que a inspiração para Taylor veio de uma bióloga que havia visto em um documentário da National Geographic sobre baleias.[7] Nimoy escolheu Hicks depois de convidá-la para jantar junto com Shatner e perceber uma química entre os dois.[8]

Papéis menores incluem Majel Barrett retornando como Christine Chapel, a diretora dos serviços médicos do Comando da Frota Estelar. Muitas de suas cenas, algumas supostamente bastante grandes, foram cortadas na edição, enfurecendo a atriz. Seu papel final no filme inclui apenas uma fala e um plano de reação. Mark Lenard e Jane Wyatt interpretam Sarek e Amanda Grayson, os pais de Spock; ambos os atores haviam interpretado os mesmos personagens no episódio original Journey to Babel. Wyatt comentou que normalmente não gostava de trabalhar com atores que também dirigiam, porém considerou Nimoy uma exceção por ser capaz de concentrar-se em ser parte do elenco e também comandar a equipe. Robin Curtis retorna como Saavik, uma oficial da Frota Estelar. O papel da personagem é mínimo; Saavik originalmente ficaria para trás em Vulcano por estar grávida, depois de ter tido relações com Spock no longa anterior. Todas as referências à sua gravidez foram omitidas no corte final.
O filme contém várias pontas e participações especiais. Alex Henteloff interpretou o Dr. Nichols, o gerente da Plexicorp. Madge Sinclair fez uma aparição não creditada como a capitão da USS Saratoga, a primeira oficial comandante mulher da franquia Star Trek. A cantora Jane Wiedlin e o tenista Vijay Amritraj apareceram como oficiais da Frota Estelar. John Schuck interpretou um embaixador klingon, Robert Ellenstein fez o presidente da Federação dos Planetas Unidos, Michael Berryman apareceu como um oficial alienígena e Brock Peters fez o almirante Cartwright. Grace Lee Whitney fez uma rápida aparição como Janice Rand, seu papel na série de televisão original. O jornalista e pivot Tom Mustin participa no filme como um dos médicos internos no elevador.

## Produção

### Desenvolvimento

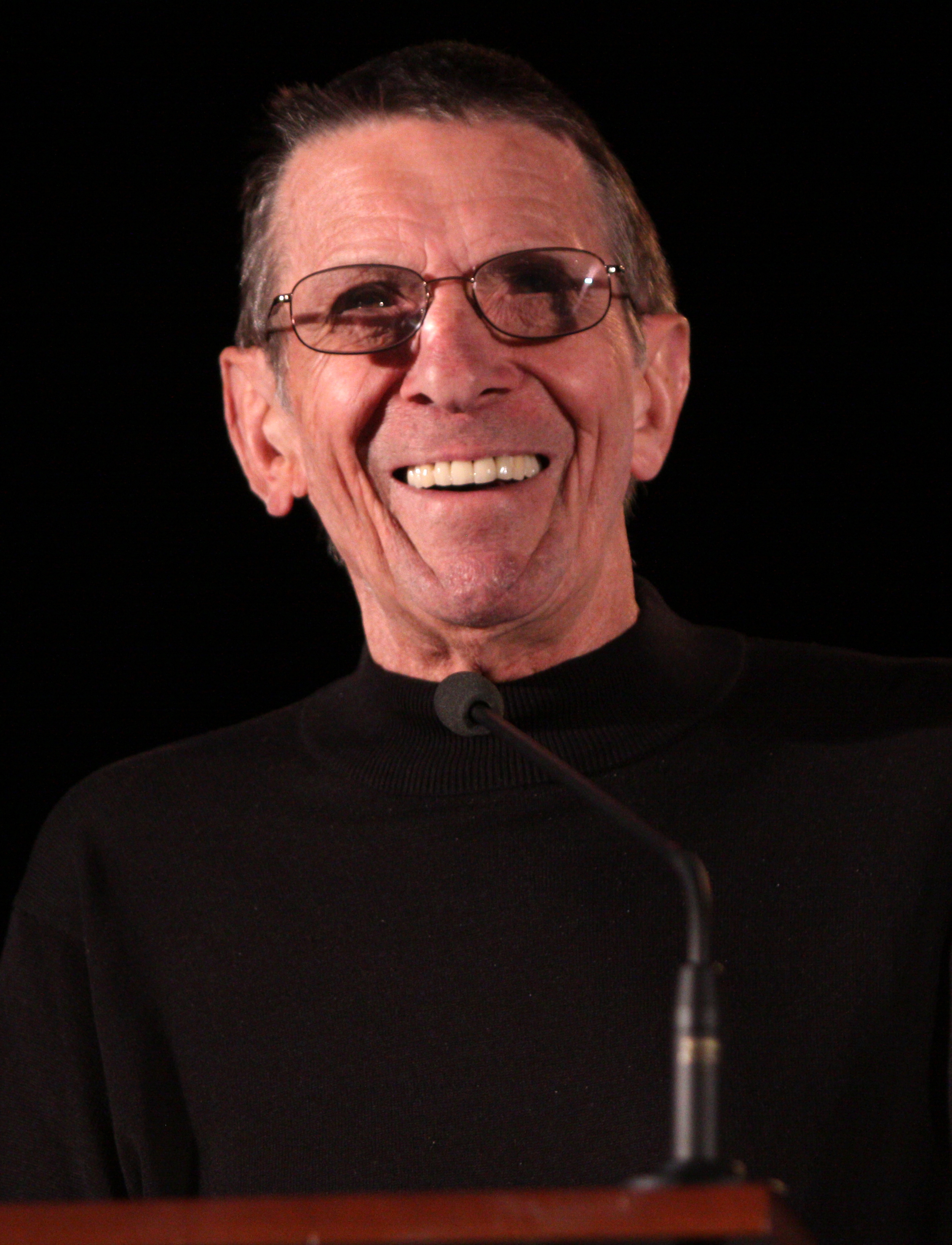
Leonard Nimoy recebeu mais liberdade criativa em The Voyage Home do que no filme anterior.

O diretor Leonard Nimoy recebeu a oferta de retornar e dirigir o quarto filme da franquia Star Trek antes mesmo do lançamento de Star Trek III: The Search for Spock. Nimoy estivera sob certas restrições na produção do longa anterior e a Paramount Pictures deu ao diretor maior liberdade na sequência. Ele comentou que o estúdio "falou de cara que eles queriam minha visão". Nimoy e o produtor Harve Bennett desejavam uma história mais leve sem um vilão definido para diferenciarem-se dos dramas pesados e eventos operáticos dos três filmes anteriores. Como William Shatner inicialmente não estava querendo retornar como James T. Kirk, diretor e produtor passaram oito meses considerando o conceito de uma prequela pensada pelo produtor executivo Ralph Winter sobre os personagens principais na Academia da Frota Estelar, porém o ator recebeu um aumento de salário e concordou em estrelar o longa. Nimoy e Shatner receberam 2,5 milhões de dólares cada, menos que seus pedidos originais, porém o aumento do salário do elenco fez a Paramount seguir em frente com uma nova série de televisão estrelada por atores menos conhecidos e mais baratos: Star Trek: The Next Generation.
Nimoy e Bennett escolheram uma história de viagem no tempo, apesar das dúvidas de Shatner, em que a tripulação encontraria um problema que só poderia ser resolvido com algo disponível no presente (o passado do universo Star Trek). Eles consideraram ideias sobre fabricantes de violinos e perfuradores de petróleo, ou até mesmo uma doença cuja cura fora destruída com as florestas úmidas. "Porém a visão de milhares de pessoas doentes e agonizantes parecia meio pavorosa para o nosso filme leve, e não era lá muito emocionante a ideia da nossa tripulação embarcando em uma viagem de 600 anos apenas para trazer um [peixe pequeno]", explicou o diretor. Nimoy leu um livro sobre animais extintos e pensou na história que eventualmente foi adotada. Ele teve a ideia das baleias-jubartes depois de conversar com um amigo; a canção dos animais adicionava mistério e seu tamanho criaria problemas logísticos que os heróis precisariam superar.
Nimoy abordou Daniel Petrie Jr., o roteirista de Beverly Hills Cop, para escrever um roteiro logo depois do produtor executivo Jeffrey Katzenberg ter chegado com um conceito que descreveu como "ou a melhor ou a pior ideia do mundo": Eddie Murphy, um fã de Star Trek, queria um papel no longa. Nimoy e Murphy concordaram que este iria atrair um público não familiarizado com a franquia devido à popularidade do ator, porém isso também significaria que o filme poderia ser ridicularizado. Steve Meerson e Peter Krikes foram contratados para escreverem um roteiro com Murphy como um professor que acreditava em alienígenas e gostava das canções das baleias. O ator não gostou do papel, explicando que desejava interpretar um alienígena ou oficial da Frota Estelar, em vez disso escolhendo fazer The Golden Child – uma decisão que Murphy posteriormente admitiria que foi um erro. O personagem do professor foi combinado com um de um biólogo marinho e de uma repórter para tornar-se Gillian Taylor.
A Paramount ficou insatisfeita com o roteiro, com a chefe de produção Dawn Steel pedindo para que Nicholas Meyer, o diretor e roteirista de Star Trek II: The Wrath of Khan, ajudasse a reescrevê-lo. Meyer nunca leu a versão anterior da história, raciocinando que não faria sentido já que o estúdio não tinha gostado dou conteúdo. Ele e Bennett dividiram entre si a tarefa de criar um enredo. O produtor escreveu o primeiro quarto da história até o ponto que a tripulação volta no tempo. O roteirista escreveu a parte central que se passa no século XX, com o primeiro cuidando do final. Meyer e Bennett combinaram suas partes depois de doze dias. Taylor permaneceria no século XX nesta versão e prometeria garantir a sobrevivência das baleias-jubarte apesar do paradoxo que isso causaria. Meyer preferia este "final mais correto" do que a versão que entrou no filme, explicando que "o fim do filme diminui a importância das pessoas no presente assumirem responsabilidade pela ecologia e prevenção de problemas no futuro ao fazer algo hoje, em vez de alimentarem-se com desejos fantásticos de serem capazes de transportarem-se no tempo para um futuro quase utópico". Meyer e Bennett cortaram a ideia de Meerson e Krikes de ter a Ave de Rapina sobrevoando o Super Bowl e os indícios de Saavik ter permanecido um Vulcano por estar grávida de um filho de Spock.
Nimoy afirmou que as contribuições de Meyer deram ao roteiro "o tipo de humor, comentário social e atitude moscardo que eu queria bastante". O diretor comentou que sua visão era para "nenhuma morte, nenhuma luta, nenhum tiroteio, nenhum torpedo fotônico, nenhuma explosão de feiser, nenhum cara malvado estereotipado. Eu queria que as pessoas realmente se divertissem assistindo este filme [e] se em algum lugar da mistura nós arremessássemos algumas grandes ideias, bem, então isso seria ainda melhor". Time After Time, um dos primeiros filmes de Meyer, se passava quase inteiramente em São Francisco; quando os produtores lhe contaram que The Voyage Home tinha que se passar na mesma cidade, o roteirista aproveitou a oportunidade para comentar alguns aspectos culturais que não tinham sido abordados em seu filme anterior, como por exemplo o punk rock – a cena em que Kirk e Spock encontram um punk dentro de um ônibus foi baseada em uma cena similar cortada de Time After Time.
Meyer achou que o processo de escrita do roteiro foi tranquilo. Ele escrevia algumas páginas, as mostrava para Nimoy e Bennett e então voltava para seu escritório a fim de escrever mais. Assim que o diretor, produtor e roteirista estavam satisfeitos, eles mostravam o roteiro para Shatner, que oferecia suas próprias anotações para mais uma rodada de reescritas. O roteiro completo depois foi mostrado para os executivos da Paramount, que ficaram muito satisfeitos com o resultado final.

### Arte

Técnicos da Industrial Light & Magic filmando com o modelo de 2,4 metros da "Sonda Baleia".

A Industrial Light & Magic (ILM) ficou responsável pelos efeitos visuais e miniaturas de The Voyage Home. A sonda alienígena foi responsabilidade dos fabricantes de modelos da ILM, que trouxeram a ajuda externa do ilustrador Ralph McQuarrie para criar artes conceituais. Os modeladores começaram com o desenho básico do desenhista de produção Nilo Rodis, um cilindro simples com características de baleias. O protótipo foi coberto com cracas e pintado. A antena em formato de bola que se projeta da parte inferior da sonda foi produzida a partir de um pedaço de cano de irrigação; maquinários internos faziam o dispositivo brilhar e funcionar. Foram criados três tamanhos para a chamada "Sonda Baleia": um modelo principal com 2,4 metros de comprimento que foi suplementado por um modelo menor usado nos planos abertos e uma miniatura maior de 6,1 metros que utilizava perspectiva forçada a fim de dar uma ilusão de dimensões enormes.
A equipe de efeitos focou-se no uso de truques de câmera para poder realizar a sonda; efeitos de pós-produção eram muito demorados e assim os efeitos de iluminação foram feitos no próprio cenários durante as filmagens. O modelador supervisor Jeff Mann encheu a antena da sonda com lâmpadas de tubo e bulbos de halogênio que eram ligados em sequência para exposições diferentes; três passagens de câmera diferentes foram combinadas a fim de alcançar o efeito final. A equipe da ILM achou que o desenho original da sonda não era suficientemente ameaçador após assistirem o primeiro plano produzido. Os modeladores repintaram a miniatura de preto, picaram sua superfície para criar maiores detalhes e pontos de interesse, a retroiluminaram e refilmaram as cenas com um filtro esfumaçado a fim de criar uma sensação mais misteriosa. Apesar de desejarem evitar trabalhos de pós-produção, a equipe de efeitos visuais precisou recolorir a bola da antena para um tom azul, já que achou-se que o laranja original se assemelhava muito com uma bola de basquete giratória.
The Voyage Home não precisou de nenhum desenho novo de naves estelares além da sonda. A USS Saratoga, a primeira nave da Frota Estelar desabilitada pela sonda, era uma reutilização do modelo da USS Reliant de The Wrath of Khan. A miniatura da Ave de Rapina klingon foi reusada de The Search for Spock, porém a ILM construiu versões adicionais para as sequências de ação do novo filme. O interior da Ave de Rapina foi representado por um cenário diferente daquele usado no longa anterior, porém os projetistas fizeram questão de manterem o estilo arquitetural ponte-agudo. A equipe fez com que os monitores e as luzes de instrumentação fossem brilhantes o bastante para iluminar os personagens em vez de depender de uma iluminação externa, dessa forma criando um visual mais esfumaçado e atmosférico. A Paramount tinha instruído a ILM a destruir o modelo da Doca Espacial criado para The Search for Spock, porém a equipe de efeitos ficou relutante em descartar a miniatura complicada e seus quilômetros de fiação interna de iluminação por fibra ótica. A ILM apenas precisou remontar o modelo quando The Voyage Home pediu por seu retorno.
Robert Flecher retornou como figurinista depois de ter trabalhado nos três filmes anteriores. Kirk e o resto da tripulação continuaram a usar suas mesmas roupas civis do século XXIII durante as cenas que se passam na Terra do passado. Nimoy debateu se os personagens deveriam mudar de figurino, porém decidiu que eles ainda se encaixariam depois de ver como as pessoas de São Francisco realmente se vestiam.

### Filmagens

Leonard Nimoy durante as filmagens de The Voyage Home nas ruas de São Francisco.

Nimoy escolheu Donald Peterman como o diretor de fotografia. O diretor afirmou que considerava o diretor de fotografia como um colega artista e que era importante para ambos que eles concordassem em "um certo visual" que Peterman se comprometeu em entregar. Nimoy havia visto o trabalho de Peterman e achou que tinha mais nuances do que simplesmente iluminar uma cena e gravar uma imagem. As filmagens começaram no dia 24 de fevereiro de 1986. As cenas de abertura do filme a bordo da USS Saratoga foram as primeiras a serem filmadas. O cenário era uma modificação da ponte de comando da USS Grissom vista em The Search for Spock, que por sua vez era uma modificação da ponte da Enterprise criada originalmente para Star Trek: The Motion Picture. Essas cenas foram as primeiras a serem filmadas a fim de dar tempo para que a equipe reformasse o cenário como a ponte da nova USS Enterprise-A no fim da produção.
Objetos de cena e imagens já existentes foram reusados quando possível a fim de economizar dinheiro, da mesma maneira como havia ocorrido nos três filmes anteriores de Star Trek, porém The Voyage Home necessitou de bem menos que seus predecessores. Os interiores da Doca Espacial da Terra e sua sala de controle foram reutilizados de The Search for Spock, apesar dos monitores nessas cenas apresentarem gráficos diferentes pois os antigos rolos de película tinham deteriorado. Imagens da destruição da Enterprise e a Ave de Rapina viajando pelo espaço também foram tiradas do longa anterior. Apesar da ponte de comando da nave klingon ser um cenário totalmente novo, outras partes de seu interior eram modificações de outros cenários; a sala do computador era uma adaptação da sala do reator em que Spock morre ao final de The Wrath of Khan. Todo o cenário da ponte da Ave de Rapina foi pintado de branco depois de todas as outras cenas terem sido filmadas com o objetivo de realizar um plano de transição para a sequência de sonho que ocorre durante a viagem temporal.
The Voyage Home foi o primeiro filme de Star Trek a ser filmado extensivamente em locações; apenas um dia de filmagem em The Search for Spock foi passado fora do estúdio. Boa parte da produção foi filmada dentro ou nos arredores de São Francisco ao longo de dez dias. A equipe desejava filmar cenas que facilmente identificassem a cidade. O grande uso de locações causou problemas logísticos; a cena em que Kirk quase é atropelado por um taxista nervoso precisou que doze a quinze carros fossem reposicionados caso a tomada saísse incorreta, demorando meia-hora para que ela pudesse ser refilmada. Outras cenas foram filmadas em São Francisco mas usaram cenários em vez de locações, como o restaurante italiano em que Kirk e Taylor comem. A Ave de Rapina pousa no Parque Golden Gate na história, surpreendendo lixeiro que fogem do local em um caminhão. A produção planejava filmar no parque real, onde anteriormente tinham feito cenas para The Wrath of Khan, porém as chuvas fortes impediram as filmagens já que o caminhão de lixo teria ficado atolado na lama. O Parque Histórico Estadual Will Rogers em Los Angeles acabou sendo usado no lugar.
Kirk e Spock viajam de ônibus público em uma cena e encontram um punk ouvindo música alta de um rádio, incomodando os outros passageiros. Spock realiza uma toque nervoso vulcano. Parte da inspiração para esta cena veio de uma experiência pessoal que o próprio Nimoy passou nas ruas de Nova Iorque: "[Eu fiquei pasmo] pela arrogância, pela agressividade e pensei que seu eu fosse Spock eu iria arrancar o cérebro dele!" O produtor associado Kirk Thatcher conseguiu convencer o diretor a lhe dar o papel do punk ao saber sobre a cena; Thatcher cortou seu cabelo em um moicano e comprou roupas para completar o personagem. Ele e o projetista de som Mark Mangini escreveram e gravaram a canção "I Hate You" que toca na cena, também tendo sido sua ideia que o punk, depois de ser deixado inconsciente, desligasse o rádio com sua cabeça.

O Aquário da Baía de Monterey (cima) foi usado como locação para o Instituto Cetáceo (baixo). A área rasa atrás das pedras foi transformada no tanque das baleias através de efeitos visuais. Outras alterações incluem a adição de São Francisco ao fundo.

Boa parte do Instituto Cetáceo, o local de trabalho de Taylor, foi criada usando o Aquário da Baía de Monterey em Monterey. Um tanque para as baleias foi adicionado por meio de efeitos visuais na parte exterior do aquário. As paredes e grades do local foram medidas e replicadas para um cenário erguido no estacionamento da Paramount com o objetivo de ser usado para os planos fechados dos personagens olhando as baleias no tanque. Uma das cenas se passa em frente de um vidro pelo qual as pessoas observam as baleias enquanto Spock inicia um elo mental submarino com um dos animais. As imagens dos atores e dos figurantes em frente de uma parede no próprio aquário foram combinadas com filmagens de suas costas enquanto eles estavam em frente de uma tela azul nos estúdios da ILM. As cenas de Spock fazendo o elo mental com a baleia foram realizadas semanas depois dentro de um enorme tanque de água usado no treinamento de astronautas em falta de gravidade.
Uhura e Pavel Chekov visitam no filme o porta-aviões USS Enterprise. A Enterprise verdadeira estava no mar na época e consequentemente indisponível para aparecer nas filmagens, dessa forma o não-nuclear porta-aviões USS Ranger foi usado. O Aeroporto Internacional de Oakland foi utilizado para os elementos de fundo do Quartel General da Frota Estelar. Cenas na Baía de São Francisco foram feitas em um tanque dentro da Paramount.
A cena em que Uhura e Chekov perguntam para pessoas na rua sobre a localização de um navio nuclear foi filmada com uma câmera escondida. Entretanto, ao contrário da lenda, todas as pessoas com quem Walter Koenig e Nichelle Nichols falam eram figurantes contratados para aquele dia de filmagem e sabiam que estavam sendo filmados. Layla Sarakalo, a figurante que responde "Eu não sei se eu sei a resposta disso ... Eu acho que é do outro lado da baía, em Alameda", afirmou que seu carro fora guinchado por ter se recusado a tirá-lo do lugar para as filmagens e assim falou com o assistente de direção sobre aparecer como figurante, esperando ser paga o suficiente para recuperar o carro. Ela foi contratada e instruída a não responder às perguntas dos atores. Porém, Sarakalo respondeu e os cineastas decidiram manter sua resposta no filme, porém ela precisou ser registrada no Sindicato dos Atores para que sua fala permanecesse no corte final.
O planeta Vulcano e o exterior da Ave de Rapina foram criados por meio de uma combinação de pinturas e cenários em estúdio. Nimoy procurou por uma locação adequada para a cena da tripulação da Enterprise se preparando para retornar à Terra, porém os vários locais não funcionavam e assim as filmagens foram realizadas no complexo da Paramount. A produção precisou mascarar que os edifícios do estúdio estavam apenas nove metros de distância. Um plano aberto de Spock à beira de um penhasco olhando seus companheiros foi feito nas Vasquez Rocks, ao norte de Los Angeles. A câmara do conselho da Federação era uma grande cenário repleto de representantes de muitas espécies alienígenas. O diretor de arte Jack T. Collis economizou na construção ao apenas erguer um dos lados do cenário; contraplanos usavam a mesma parede. As posições do pódio do presidente da Federação e a posição dos atores era invertida para cada tomada. Bennett e Nimoy visitaram o Jet Propulsion Laboratory da NASA para aprenderem como um centro de comando espacial funciona já que The Voyage Home foi o primeiro filme de Star Trek a mostrar as operações do Comando da Frota Estelar. Dentre os elementos resultantes do cenário da Frota Estelar estava uma grande mesa central com monitores que a equipe apelidou de "a mesa de bilhar"; este objeto posteriormente tornou-se parte fixa da sala da engenharia da USS Enterprise-D da série de televisão The Next Generation.

### Efeitos
Nimoy abordou a ILM cedo no processo de desenvolvimento e ajudou a criar storyboards para as sequências de efeitos visuais. Muitos planos usavam pinturas para ampliar o fundo e criar imagens de estabelecimento sem a necessidade de gastar dinheiro com a construção de cenários. O supervisor de pinturas Chris Evans tentou criar artes que parecessem menos inventadas e mais reais; enquanto o instinto natural do cinema é colocar elementos importantes de maneira ordenada, Evans afirmou que eles "filmar[iam] coisas que [...] são esquisitas de alguma maneira" e em vez disso acabariam obtendo resultados que pareceriam reais. O departamento de pinturas ficou encarregado de estabelecer a locação e a atmosfera do quartel-general da Frota Estelar, precisando fazendo-o parecer uma versão futurista de São Francisco. A equipe de pintura e McQuarrie deram suas opiniões para o desenho. Os projetistas decidiram deixar os atores em primeiro plano mais proeminentes, filmando-os em uma grande área no Aeroporto Internacional de Oakland. Elementos como a nave auxiliar que figurantes parecem interagir também eram pinturas criadas de maneira a parecer que realmente existiam e estavam junto com os atores. Os artistas não ficaram satisfeitos com o resultado final do plano; o supervisor de fotografia para pinturas Craig Barron achou existiam muitos elementos na cena.

A Ave de Rapina decolando de Vulcano. O plano foi produzido por meio da composição de diversos elementos separados.

As cenas da Ave de Rapina no planeta Vulcano eram combinações de imagens ao vivo, com os atores em um cenário coberto de barro no estacionamento da Paramount, e pinturas para a própria nave e terreno acidentado. A cena da nave decolando foi difícil de ser realizada; a câmera movimenta-se por trás dos personagens para seguir seu movimento até a atmosfera, com outros elementos como pilares de fogo e a luz da estrela precisando ser integrados ao plano. Em vez de tentarem combinar o movimento de câmera em cada elemento, a equipe filmou cada componente de maneira estática e o movimento foi adicionado como uma composição de uma câmera de controle de movimento. A estrela do sistema planetário de Vulcano foi alcançada com um bulbo de luz filmado com uma lente convexa, com diferentes passadas criando efeitos de luz realistas no casco da Ave de Rapina sem que a iluminação derramasse em outros elementos da imagem.
O roteiro pedia que a sonda vaporizasse os oceanos da Terra, gerando uma espessa camada de nuvens. O diretor de fotografia de efeitos Don Dow desejava ir para o mar e filmar plumas d'água criadas pela detonação de cordas explosivas, porém a equipe decidiu produzir o efeito de outra maneira após uma agência governamental de pesca ter expressado preocupação pelo bem-estar da vida marinha na área. A ILM acabou usando uma combinação de bicarbonato de sódio e efeitos de um tanque de fumaça; a névoa em redomoinho criada no tanque cheio de água foi filmada em fundo preto de veludo, com as cores e redemoinhos dinâmicos adicionados pela injeção de tinta. Esses planos foram compostos em uma pintura da Terra junto com a sobreposição de efeitos de raios, criando luzes de dupla exposição enquanto moviam-se pela tela.
A viagem da Ave de Rapina pelo tempo foi uma das sequências mais complicadas do filme. Apesar da ILM ter experiência na criação do efeito de dobra em estrias usado nos filmes de Star Trek anteriores, a sequência pedia que a câmera seguisse um efeito de dobra contínuo enquanto a nave circundava o Sol. A combinação do efeito à miniatura foi alcançada por tentativa e erro. A equipe não tinha o tempo disponível para esperar que o departamento de animação criasse um Sol especificamente para essa cena. O assistente operador de câmera Pete Kozachic concebeu um modo de realizar um Sol dentro do estúdio. Ele colocou duas folhas de plexiglass próximas uma da outra e as retroiluminou com uma forte luz amarela. O equipamento foi rotacionado em um trilho circular e a folha colocada na frente criava um padrão moiré enquanto sua posição mudava. O animador John Knoll adicionou efeitos de erupções solares a fim de completar o visual; Dow comentou que o efeito ficou próximo das imagens do Sol feitas pela Jet Propulsion Laboratory.
A tripulação passa durante a viagem no tempo por aquilo que Jody Shay chamou de "estado de sonho". A única direção do roteiro para a sequência era "agora [eles] viajam no tempo"; Nimoy e McQuarrie pensaram no sonho de Kirk como uma montagem de imagens bizarras. Os cineastas decidiram bem cedo que a sequência seria feita com animações em computação gráfica para criar uma qualidade irreal separada do resto do filme. A ILM trabalhou a partir dos storyboards de McQuarrie e elaboraram uma demonstração bruta a fim de mostrarem a Nimoy e sondar a direção da sequência. A ponte da Ave de Rapina foi pintada de branca para o começo da cena. Parte da sequência envolvia morfar as cabeças da tripulação da Enterprise umas nas outras; a ILM digitalizou os rostos dos atores por meio de um escâner tridimensional desenvolvido pela Cyberware e criou moldes computadorizados a partir desses dados. Transformar uma cabeça na outra foi fácil já que cada modelo tinha o mesmo número de pontos de referências; mais difícil segundo os animadores foi garantir que a transformação tivesse um visual "agradável" e não "grotesco". Os trinta segundos de imagem resultantes demoraram duas semanas para serem renderizados, com o departamento usando todos os computadores disponíveis para ajudá-los no processamento. Os departamentos de estúdio, ótico e pintura da ILM colaboraram com o objetivo de completar outros planos da sequência do sonho. A imagem do homem caindo na Terra foi criada filmando um pequeno boneco em frente de uma tela azul. Nitrogênio líquido composto atrás do boneco deu a impressão de fumaça. A imagem de fundo do planeta era uma grande pintura que permitia que a câmera se aproximasse bem perto. O plano final do terreno pantanoso foi prático e não necessitou de efeitos.

A equipe da ILM testa os animatrônicos das baleias dentro de um tanque de água.

Os cineastas sabiam desde o início da produção que seu maior desafio em termos de efeitos seria as baleias; Dow comentou que eles estavam preparados para mudar de animal caso a criação das baleias se mostrasse muito difícil. Quando uma baleia-jubarte acabou indo parar dentro da Baía de São Francisco, Dow e sua equipe de câmera tentaram reunir imagens utilizáveis do animal, porém não conseguiram. Outras imagens de jubartes não existiam no formato 35 milímetros ou seriam difíceis de combinarem com as ações específicas que o roteiro pedia. Composições de miniaturas em frente de uma tela azul sobre fundos de água não alcançariam jogos de luzes realistas. Construir baleais mecânicas em tamanho real sobre trilhos limitaria os tipos de ângulos e planos. Rodis contratou o especialista em robótica Walt Conti a fim de solucionar o problema. Apesar de Conti não ter experiência na produção de filmes, Rodis acreditava que sua formação em engenharia e desenho funcionariam bem para sua solução: a criação de miniaturas de baleias independentes.
Conti assistiu imagens de movimentos das baleias e determinou que os modelos poderiam ser simplificados ao deixar rígida a parte da frente do animal, dependendo da cauda e nadadeiras para os movimentos. Ele mostrou imagens de um protótipo de 76 centímetros para executivos da Paramount, que segundo Conti "amaram ... Realmente os impressionou". A ILM contratou o escritor marinho, conservacionista e ilustrador Pieter Folkens com a aprovação do estúdio para poder esculpir um exterior de baleia realista. A companhia de efeitos decidiu sobre uma miniatura de 1,2 metros e a preencheu com equipamentos mecânicos e equipamentos de rádio necessários para controle e operação; seu tamanho impedia que componentes delicados como a cauda caíssem sob estresse. Os modeladores selaram cada componente mecânico individual em vez de tentarem selar a baleia inteira com o objetivo de impedir que a água destruísse os eletrônicos do modelo. Balões e pesos foram adicionados a fim de alcançar a flutuabilidade e equilíbrio ideais. As miniaturas finalizadas foram colocadas em uma piscina da Escola Junípero Serra em São Mateo para duas semanas de filmagens; a operação das baleias necessitava de quatro técnicos e mergulhadores com câmeras a fim de estabelecerem os planos. Controlar os modelos com precisão era difícil devido à água turva – a ILM tinha adicionado diatomito para que a água combinasse realisticamente com a visibilidade do oceano. Os animais foram representados por animatrônicos em tamanho real filmados na Paramount para algumas cenas específicas, como quando as baleias sobem até a superfície no final do filme.
A USS Enterprise fora destruída em The Search for Spock com o uso de diferentes modelos baratos, enquanto o supervisor de efeitos visuais Ken Ralston desejava construir uma "nave mais ultra-moderna para o próximo filme". Entretanto, os cineastas tomaram a decisão mais barata de fazer a tripulação servir na duplicata USS Enterprise-A, com seis semanas sendo gastas concertando e repintando a miniatura. A nave auxiliar de The Motion Picture foi reusada para o final, contudo seu cenário de seis metros de comprimento precisou ser reconstruído. O projetista gráfico Michael Okuda desenhou controladores suaves com monitores retroiluminados para a Federação. O sistema de "Okudagramas" também foi empregado na Ave de Rapina, porém os botões eram maiores.

### Música
James Horner, o compositor das trilhas sonoras de The Wrath of Khan e The Search for Spock, não quis retornar para trabalhar em The Voyage Home. Nimoy então falou com seu amigo Leonard Rosenman, que havia trabalhado nas músicas de Fantastic Voyage, The Lord of the Rings e dois filmes da série Planet of the Apes. Rosenman escreveu um novo arranjo do tema da série original composto por Alexander Courage para ser usado como a música principal de The Voyage Home, porém Nimoy pediu uma composição original. Segundo o autor Jeff Bond, "o resultado final foi um dos temas mais incomuns de Star Trek no cinema", consistindo em seis notas e variações tocadas contra um motivo de quatro notas em metais; o tema contém alguns conteúdos da faixa "Frodo's March" de The Lord of the Rings. A melodia é tocada no começo do filme em Vulcano e nas cenas em que Taylor procura Kirk pedindo ajuda sobre as baleias.
O cenário terrestre deu liberdade para que Rosenman escrevesse uma variedade de músicas em estilos diferentes. Nimoy queria que a introdução das ruas de São Francisco à tripulação fosse acompanhada com algo reminiscente de George Gershwin, porém Rosenman conseguiu mudar a ideia do diretor e a cena foi musicada com uma faixa de jazz fusion pela banda Yellowjackets. O compositor escreveu uma faixa alegre que incorpora composições russas clássicas para a cena em que Chekov tenta fugir do porta-aviões. A música para a fuga do hospital foi feita em um estilo barroco. Composições mais familiares de Rosenman incluem a faixa de ação para o momento que a Ave de Rapina enfrenta o navio baleeiro em alto mar e a música atmosférica, reminiscente de seu trabalho em Fantastic Voyage, durante a comunicação da Sonda Baleia. Uma "fuga baleia" vivaldiana começa depois da sonda ir embora. A primeira visão da Enterprise-A é acompanhada pelo tema de Courage logo antes dos créditos finais começarem.

### Efeitos sonoros
Mark Mangini foi o projetista de som de The Voyage Home, tendo anteriormente trabalhado em The Motion Picture. Ele afirmou que a experiência foi diferente do que trabalhar em outros filmes pois Nimoy apreciava o papel dos efeitos sonoros, querendo garantir sua proeminência no longa. Já que muitos sons familiares de Star Trek já tinham sido estabelecidos, como o dispositivo de camuflagem da Ave de Rapina e o feixe do teletransporte, Mangini decidiu fazer apenas pequenas alterações neles. Os sons mais proeminentes eram os das baleias e da sonda. O irmão do projetista vivia perto do biólogo Roger Payne, que tinha gravações de canções de baleias. Mangini ouviu as fitas e escolheu os sons que poderiam ser mixados afim de sugerir uma conversa e linguagem. Os chamados da sonda eram cantos de baleia distorcidos. A comunicação das jubartes com a sonda no final do filme não foi acompanhada por música, significando que os sons de Mangini deveriam sozinhos manter a atenção do público. Ele comentou que teve dificuldades em visualizar como a cena se desenrolaria, fazendo com que Bennett realizasse um teatro de bonecos para explicar. Nimoy e os produtores ficaram inicialmente insatisfeitos com os zumbidos de operação da sonda; Mangini tentou criar novas versões uma dúzia de vezes até finalmente perguntar ao diretor como este achava que a sonda deveria soar. Mangini gravou a resposta gutural de Nimoy, a distorceu levemente e a usou como o efeito sonoro final.
A música punk ouvida durante a cena do ônibus foi escrita por Thatcher depois de descobrir que o áudio da cena originalmente seria um "Duran Duran, ou qualquer coisa" e não um punk "cru" autêntico. Ele colaborou com Mangini e dois editores de som que estavam em bandas punk a fim de criar sua própria música. Eles decidiram que o punk destilava-se para o sentimento de "Eu odeio você", dessa forma compondo uma canção centrada nesse tema. A gravação em estúdio originalmente planejada produziu um som considerado muito limpo, então a equipe foi para um corredor ao lado e gravaram a música em uma única tomada usando microfones baratos com o objetivo de criar um som distorcido. A canção foi depois reusada no filme Back to the Beach.

## Recepção

### Lançamento
The Voyage Home estreou nos cinemas da América do Norte em 26 de novembro de 1986, fim de semana de Ação de Graças. A Paramount criou um trailer especial para os mercados estrangeiros que tirava a enfase da parte Star Trek do título, além de recontar os eventos de The Wrath of Khan e The Search for Spock, porque a franquia tradicionalmente tinha desempenhos ruins nas bilheterias internacionais. Winter posteriormente comentou que a estratégia aparentemente não fez diferença. The Voyage Home foi o primeiro longa da série a estrear na União Soviética, sendo exibido pela World Wildlife Fund em Moscou no dia 26 de junho de 1987 para celebrar o banimento da caça às baleias. Nimoy e Bennett compareceram ao evento, com o produtor ficando maravilhado em como o filme foi divertido para os soviéticos tanto quanto para os norte-americanos; ele afirmou que "o momento mais recompensador da minha vida em Star Trek" foi quando o público de Moscou aplaudiu a fala de McCoy sobre como "A mentalidade burocrática é a única constante do universo. Pegaremos um cargueiro". Bennett acreditou que foi uma clara "mensagem sobre o que estaria por vir".
Vonda N. McIntyre escreveu uma romantização que foi lançada junto com o longa. Este foi o maior romance relacionado com um filme publicado pela editora Pocket Books, tendo permanecido na lista de mais vendidos do The New York Times durante oito semanas, alcançado a terceira posição. A trilha sonora de Rosenman foi originalmente lançada em um álbum comercial pela gravadora MCA Records contendo apenas 36 minutos de música, porém com várias edições para transformar várias faixas em uma única. A trilha completa foi relançada em 2012 pela Intrada Records contendo os 72 minutos de músicas originais criadas para o filme, incluindo duas canções da banda Yellowjackets, "I Hate You" e faixas alternativas; esta edição também vinha com um folheto com análises e comentários sobre o filme e trilha escrito por Jeff Bond e Lukas Kendall. Houve poucos outros produtos de divulgação para The Voyage Home além da romantização e da trilha sonora.
The Voyage Home encerrou em sua estreia o "reinado" de oito semanas no topo das bilheterias norte-americanas de Crocodile Dundee. O filme arrecadou 39,6 milhões de dólares em seus primeiros cinco dias, superando os catorze milhões feitos por The Search for Spock. O longa acabou arrecadando no total mundial 133 milhões de dólares, enquanto seu orçamento foi de 21 milhões. The Voyage Home vendeu 81,3 milhões de ingressos em um período de seis semanas, mais do que The Wrath of Khan e The Search for Spock e quase tanto quanto The Motion Picture. O longa foi um grande sucesso comercial para a Paramount, que acabou ficando com cinco dos dez maiores filmes de arrecadação do ano de 1986 e com 22% de todo o dinheiro das bilheterias norte-americanas. Grande parte do crédito pelo sucesso do estúdio foi dado para o diretor executivo Frank Mancuso Sr., que mudou a data de estreia de The Voyage Home do natal para o feriado do Dia de Ação de Graças após pesquisas terem mostrado que o longa poderia atrair espectadores para longe de The Golden Child.

### Crítica
The Voyage Home recebeu críticas em sua maior parte positivas – Nimoy afirmou que este foi o filme de Star Trek mais bem recebido de todos feitos até aquele momento – atraindo para os cinemas tanto fãs da franquia quanto o público geral. No agregador de resenhas Rotten Tomatoes, o longa tem um índice de aprovação de 85% baseado em quarenta críticas, com o consenso sendo: "The Voyage Home é talvez o título mais leve e puramente divertido da duradoura série, enfatizando as excentricidades da tripulação da Enterprise". Já no Metacritic, que cria uma nota a partir de uma média aritmética ponderada, a aprovação é de 67/100 a partir de dez resenhas.
Paul Attanasio do The Washington Post afirmou que o longa era um "entretenimento de Natal solto, jovial e imensamente agradável", Danny Graydon da BBC retroativamente chamou The Voyage Home de "um dos episódios mais fortes da série e a prova de que a franquia poderia sobreviver com a ausência de ação espacial e da icônica USS Enterprise e ainda assim ser agradável". Janet Maslin do The New York Times admitiu que o enredo era "demente", porém escreveu que o filme "fez muito para garantir a longevidade da série". Rushworth Kidder do The Christian Science Monitor elogiou o longa por dar ao público uma nova visão de suas próprias vidas a partir de uma perspectiva diferente, simultaneamente provando que um filme não precisa assassinatos, violência ou até mesmo um vilão principal para possuir um enredo dramático.
A comédia "peixe fora d'água" do filme e as atuações foram em sua maior parte elogiadas. O The Courier-Mail escreveu que o longa era muito mais engraçado do que seus predecessores e, apesar de não ser "irreverente", um sendo de humor foi revelado através dos esforços do elenco, diretor e roteiristas. David Ansen da Newsweek não apenas considerou The Voyage Home como o filme mais leve da franquia, mas também aquele mais fiel ao espírito da série de televisão original. Uma resenha mais negativa veio de Liam Lacey do The Globe and Mail, que escreveu que houve uma falta de tempo cômico emparelhada com humor fraco sob a direção "agitada" de Nimoy.
Os efeitos foram bem recebidos de forma geral; os críticos do The Courier-Mail e The Sydney Morning Herald comentaram que os efeitos tiveram um papel menor no filme quando comparados aos personagens e diálogos. Similarmente, o USA Today achou que a falta de efeitos especiais permitiu que o elenco "se provassem mais capazes como atores do que nunca antes". Maslin afirmou que a direção técnica de Nimoy deixou "muito a desejar", salientando como erro uma cena em que a Ave de Rapina não faz sombra sobre um barco, porém que sua sinceridade "inconfundível" compensou por esses problemas.
The Voyage Home recebeu onze indicações ao Prêmio Saturno de 1986, empatando com Aliens como o filme com o maior número de indicações. Shatner e Nimoy foram indicados na mesma categoria de Melhor Ator em Cinema e Catherine Hicks recebeu uma indicação em Melhor Atriz Coadjuvante em Cinema, com apenas Fletcher vencendo na categoria de Melhor Figurino. No Oscar 1987, o longa foi indicado em Melhor Fotografia para Peterman, Melhor Trilha Sonora Original para Rosenman, Melhor Edição de Efeitos Sonoros para Mangini e Melhor Som para Terry Porter, David J. Hudson, Mel Metcalfe e Gene Cantamessa. Nimoy, Meerson, Krikes, Bennett e Meyer também foram indicados ao Prêmio Hugo de Melhor Apresentação Dramática.

### Home video
The Voyage Home foi lançado no formato VHS em 30 de setembro de 1987. A Paramount gastou vinte milhões de dólares em divulgação para o lançamento junto com dez episódios da série de televisão original. O produto vendeu centenas de milhares de cópias nos mercados norte-americano e canadense, ficando dentre os dez títulos mais vendidos e alugados no período de dezembro até janeiro de 1988. A Paramount relançou o longa em 12 de março de 1992 junto com Fatal Attraction como parte da "Série dos Diretores"; estas edições vinham com comentários adicionais e eram apresentadas no formato panorâmico letterbox a fim de preservar a fotografia original. Nimoy foi entrevistado e discutiu sua carreira como ator além de sua opinião favorável sobre o formato panorâmico.
O filme foi lançado em DVD pela primeira vez em 9 de novembro de 1999. Além do longa, os únicos outros conteúdos extras eram o trailer original de cinema e a apresentação da "Série dos Diretores" do VHS. Uma "Edição Especial de Colecionador" em dois discos foi lançada em 3 de março de 2003 contendo vários conteúdos extras e a mesma transferência do lançamento em DVD anterior. Este lançamento vinha com diversos documentários de bastidores, galerias de fotos e storyboards, uma faixa de comentários em texto por Michael Okuda e uma faixa de comentários em áudio com Nimoy e Shatner.
The Voyage Home foi lançado em Blu-ray em maio de 2009 para coincidir com a estreia do filme Star Trek, junto também com os outros cinco filmes estrelados pelo elenco original. Ele foi vendido individualmente ou junto com os outros longas em um pacote chamado Star Trek: Original Motion Picture Collection. O filme foi remasterizado em 1080p e com áudio Dolby TrueHD 7.1, contendo todos os extras do DVD de 2003 mais novos documentários de bastidores e uma faixa de comentários em áudio com Roberto Orci e Alex Kurtzman. A versão Blu-ray também foi incluída em setembro de 2013 no pacote especial Star Trek: Stardate Collection que vinha com todos os primeiros dez filmes da franquia.